# الميصر (السوادية)

تعديل مصدري - تعديل

الميصر هي إحدى قرى عزلة ال منصور بني وهب بمديرية السوادية التابعة لمحافظة البيضاء، بلغ تعداد سكانها 130 نسمة حسب تعداد اليمن لعام 2004.